# 広島市道西風新都中央線
広島市道西風新都中央線（ひろしましどう せいふうしんとちゅうおうせん）は、広島県広島市佐伯区と安佐南区を結ぶ道路（市道・都市計画道路）である。
- 起点：広島市佐伯区五日市町石内
- 終点：広島市安佐南区沼田町大塚・高速4号線沼田口交差点（広島高速4号線沼田出入口）
- 総延長：約3.8km

## 通過する自治体
- 広島県
  - 広島市
    - 佐伯区
    - 安佐南区

## 地理
- 西風新都
  - セントラルシティこころ
  - イオン西風新都ショッピングセンター
  - A.CITY
  - 広島高速交通広島新交通1号線（アストラムライン）大塚駅
  - 広島市立大学

## 交差する道路
- 広島県道71号広島湯来線・広島県道265号伴広島線・広島市道草津沼田線・広島市道高陽沼田線（広島市沼田町大塚・大塚駅北交差点）
- 広島高速4号線沼田出入口（広島市安佐南区沼田町大塚・高速4号線沼田口交差点〔終点〕）